# Brandon Hill
Cnoc Bhréanail (en inglés Brandon Hill) es una montaña de Irlanda (515 m s. n. m.), y se sitúa en el condado de Kilkenny, en la República de Irlanda.

## Geografía
Brandon Hill es una montaña insolada. 
Es el punto más alto del Kilkenny.
La meseta de Graiguenamanagh se encuentra cerca del pie de la montaña. 